# 原昭二
原　昭二（はら　しょうじ、昭和2年（1927年）1月 5日  - 令和5年（2023年）6月 8日）は薬学者。東京薬科大学名誉教授。
世界に先駆けて、光学異性体（対掌体）を高速液体クロマトグラフィー （HPLC）で分割することに成功し、核磁気共鳴（NMR）によって、鏡像体過剰率（混合比率）の高精度な計測法を確立した。さらに二酸化炭素の超臨界流体を用いて、秒単位の光学分割技術を開発したことで知られる。

## 業績

### 初期の業績

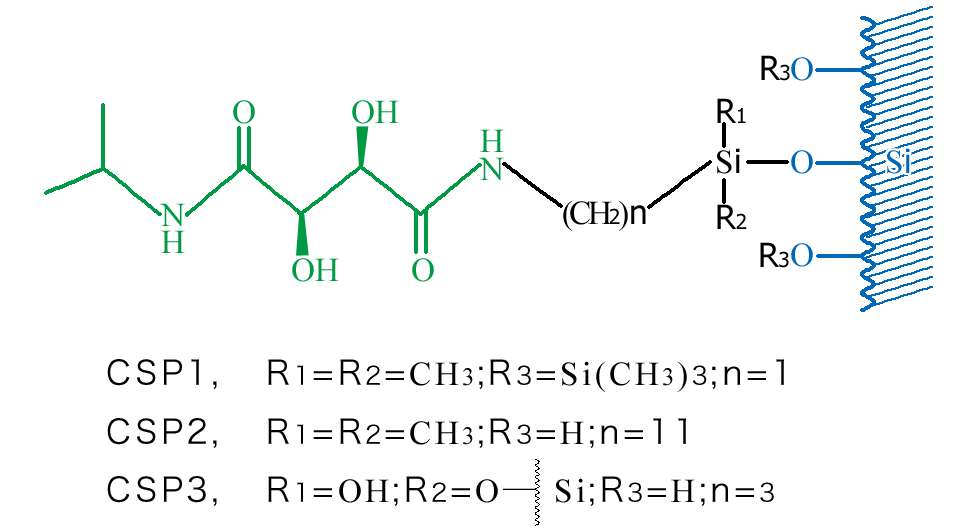
スペーサーを導入した高分割能をもつカラム

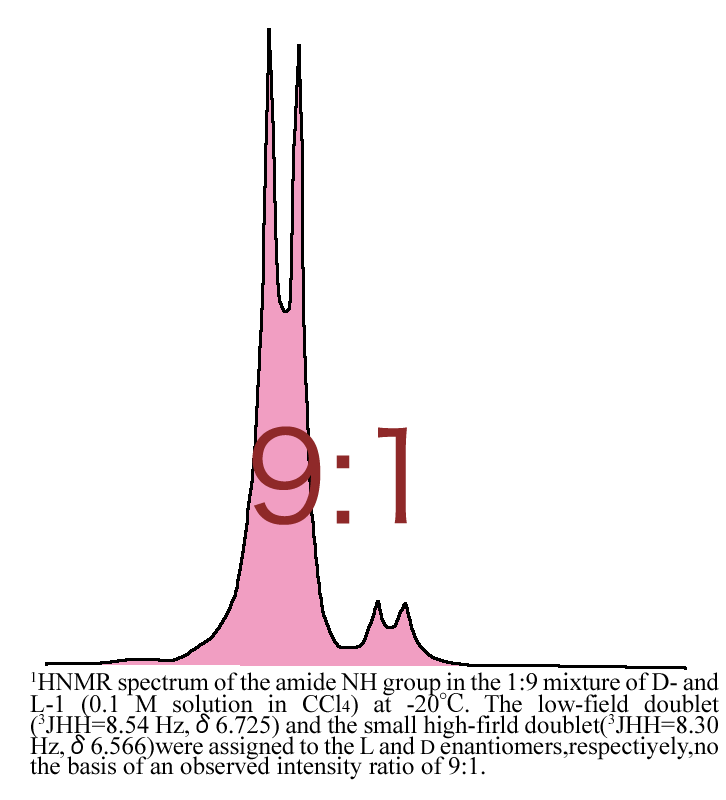
鏡像体過剰率

原 昭二は、昭和25年（1950年）、東京大学医学部薬学科を卒業し、東京大学大学院に進んで、薬化学を専攻した。初期の研究は、分析化学、合成化学の基礎を研鑽することに始まり、業績として液体クロマトグラフィーの技術革新、天然有機化合物の構造研究、合成研究(猛毒成分として知られるアコニット・アルカロイドの構造決定、サラマンダーアルカロイド の全合成  など）、広領域にわたって先導的な成果を得た。これらの研究に携わった経験と、研鑽から得られた科学・技術は、革新的な、キラル分割（光学分割、Optical Resolution）法の発見と キラル化学、Chiral Chemistry の中核となるシステム構築に展開された。

### キラル化学の革新
キラルなセレクター（光学分割の機能に関わる部分）をもつ、高効率の充填カラムを創製して、対掌体の分割能をもつHPLC(高速液体クロマトグラフィー )を開発した。 さらに、カラムのもつ選択性を増強するため、セレクターの結合に長鎖のスペーサーを導入した。この固定相表面の非選択的な相互作用は小さく、広範囲のセレクタンドに対して分割能を示した。 D-、および　L-アミノ酸の非等量混合物の自己会合に基づく、プロトンNMRスペクトルの非等価共鳴を初めて検証し、核磁気共鳴を用いる鏡像体過剰率計測法を確立した。
超臨界流体の二酸化炭素を移動相とするクロマトグラフィーによって、対掌体混合物を秒単位で分割した。 また、キラルな界面活性剤を合成して、動電クロマトグラフィーで対掌体を分割し、キラル識別能をもつミセルの形成を証明した。 通常の合成法で得られる生成物はラセミ体(対掌体の等量混合物)なので、非ラセミ体を合成する有力な手段として、「不斉合成」asymmetric synthesis は、合成化学の課題の一つとなり、不斉能を発揮する触媒の設計は、その中核をなすとされてきた。また、非ラセミ混合物の計測は、専ら、感度の低い「旋光計」を用いる手法で行われてきた。上記のように、キラルHPLCが開発され、また、NMRによるピーク分裂に基づいた、高感度の測定法が確立されたので、対掌体の非等量混合物を分割し、混合比率を計測する、従来のコンセプトは、全面的に革新された 。

## 文献
1. ↑   共著 「薄層クロマトグラフィー基礎と応用」南山堂(1963) / 共著 「最新液体クロマトグラフィー基礎と応用」南山堂(1978)
2. ↑  S.Hara,K.Oka: A Total Synthesis of Samandarone, J.Am.Chem.Soc., 89,1041(1967); K.Oka, S.Hara: Denial of the Proposed Structure of Salamander Alkaloids, Cycloneosamandarine. Total Synthesis of Cycloneosamandione and Supposed Cycloneosmandaridine, J.Am.Chem.Soc.,99,3859(1977)
3. ↑  S.Hara,A.Dobashi: Liquid Chromatographic Resolution of Enantiomers on Normal-Phase Chiral Amide Bonded-Silica Gel, J.Chromatogr.,188,543 (1979)
4. ↑  Y. Dobashi, S. Hara: Extended Scope of Chiral Recognition Applying Hydrogen Bond Associations in Nonaqueous Media: (R,R)-N,N’-Di-isopropyltartramide (DIPTA) as a Widely Applicable Resolving Agent, J.Am. Chem. Soc., 107, 3406 (1985)
5. ↑  A. Dobashi, N. Saito, Y. Motoyama, S. Hara: Self-Induced Non-equivalence in the Association of D- and L-Amino Acid Derivatives, J.Am. Chem. Soc., 108, 307 (1986)
6. ↑  S. Hara, A. Dobashi, K. Kinoshita, T. Hondo, M. Saito, M. Senda:Carbon Dioxide　Supercritical Fluid Chromatography on a Chiral Diamide Stationary Phase for　the Resolution of D- and L-Amino Acid Derivatives, J. Chromatogr., 371, 153 (1986)；A. Dobashi, Y. Dobashi, T. Ono, S. Hara, M. Saito, S. Higashidate,Y. Yamauchi: Enantiomer Resolution of D- and L-Amino Acid Derivatives by Supercritical Fluid Chromatography on Novel Chiral Diamide Phases with Carbon Dioxide, J. Chromatogr.,461, 121 (1989)
7. ↑   A. Dobashi, T. Ono, S. Hara, J. Yamaguchi: Optical Resolution of Enantiomerswith Chiral Mixed Micelles by Electrokinetic Chromatography, Anal. Chem., 61, 1984 (1989)
8. ↑  原 昭二・古賀憲司・首藤紘一編、「モレキュラー・キラリティー」高次機能分子の開拓と創薬への展開をめざして」化学同人（1993）

## 略歴
- 埼玉県志木市出身。
- 1944年（昭和19年）埼玉県立浦和中学校（現・浦和高等学校）卒業。
- 1944年（昭和19年）浦和高等学校（旧制）入学
- 1947年（昭和22年）浦和高等学校卒業。
- 1947年（昭和22年）東京大学医学部薬学科（現・薬学部）入学。
- 1950年（昭和25年）東京大学医学部薬学科卒業。同年　薬剤師免許を取得。
- 1958年（昭和33年）東京薬科大学講師。
- 1960年（昭和35年）東京大学薬学博士（学位）を取得。
- 1960年（昭和35年）東京薬科大学教授。
- 1964年（昭和39年）日本薬学会奨励賞受賞。
- 1986年（昭和61年）Tswett Chromatography Medal 受賞。
- 1990年（平成 2年）日本薬学会第１１１年会組織委員会委員長。
- 1992年（平成 4年）東京薬科大学名誉教授。
- 1992年（平成 4年）Symposium on  Molecular Chilrality 組織委員長。
- 1994年（平成 6年）日本薬学会有功会員に推挙される。
- 1999年（平成11年）Molecular Chirality Research Organization(MCRO) を創設。
- 2000年（平成12年）MCRO chairmanとして活動し、Symposium on Molecular Chirality は年次的な開催となって、この分野で世界の先端をゆくシンポジウムへと成長した。隔年次には、Symposium on Molecular Chirality Asia が組織され、シンポジウムの規模は、アジア全域に拡大された。
- 2014年（平成26年）MCRO 名誉会長に推挙される。

## 叙勲
- 1993年（平成5年）紫綬褒章（薬化学)
- 1999年（平成11年）勲章  勲三等瑞宝章

## 生い立ち
原 昭二の生家、「朝日屋原薬局」は、明治20年代に創業、同45年、志木市本町通りに移転した。　明治・大正期に繁栄した薬局の典型として、平成15年7月有形文化財（建造物）として文化庁に登録された。薬剤師の妻、温代によって、現在も営業が続けられている。 原 温代は、湧永製薬副会長で、紫綬褒章を受賞した、不破亨の姉に当たる。